# Transcendental Meditation
Transcendental Meditation eller TM er det beskyttede varemærke for en enkel og uanstrengt meditationsteknik, der ifølge TM-foreningen virker afslappende, mindsker stress og giver klarhed, perspektiv og energi. Selv om metoden er let at lære, lægges der stor vægt på personlig instruktion af en kvalificeret lærer, der kan tilpasse instruktionerne til den enkeltes erfaringer.

## Metoden
Denne meditationsform involverer ikke koncentration eller forsøg på at kontrollere sindet. Metoden gør brug af sindets naturlige evne til at falde til ro og erfare sin egen inderste natur, en slags bevidsthedens grundtilstand, også kaldet transcendental bevidsthed eller ren bevidsthed. Der anvendes et mantra – et lydord, der hjælper til at holde sindet vågent, men uden en bestemt retning.

## Virkninger og deres dokumentation
Når sindet og tankerne falder til ro under meditationen, indtræder en dyb hviletilstand i kroppen.
Efter meditationen føler man sig afslappet og godt tilpas, fortæller TM-udøvere. Man er typisk frisk og energisk, tænker klarere og mere kreativt og er bedre i stand til at bevare ro og overblik i pressede situationer. Problemer, der måtte have presset sig på før meditationen, ses ofte i et klarere lys.
I 1968 undersøgte Robert Keith Wallace som den første, hvad der sker i kroppen under TM-udøvelsen. Hans undersøgelse dokumenterede, at en rent mental teknik kan give markante ændringer i kropslige funktioner som iltoptagelse, hjertefrekvens, vejrtrækning og andre indikatorer for dyb afslapning. Wallace gik så vidt som til at foreslå, at TM-udøvelsen kunne bringe udøveren i en 4. bevidsthedstilstand, en tilstand af hvilende årvågenhed, der adskiller sig markant fra de tre kendte bevidsthedstilstande, vågen, drøm og søvn. Dette beskrev han i artiklen: "The Physiological Effects of Transcendental Meditation: A Proposed Fourth Major State of Consciousness", publiceret i det videnskabelige tidsskrift Science i 1970,
Denne første videnskabelige undersøgelse af Transcendental Meditation førte mange flere med sig, og virkningerne af TM på sind, krop og livsduelighed er blevet undersøgt på kryds og tværs og med tiltagende grundighed. De seneste 20 år har den amerikanske parallel til vores Sundhedsstyrelse, National Institutes of Health (NIH), således, ifølge den officielle amerikanske TM-side, brugt mere end 24 millioner dollars på undersøgelser af Transcendental Meditation. Det er især undersøgelser af virkningen af TM på blodtryk, hjerte-kar-sygdomme, stofskifte og livslængde, hvilket svarer til de områder, hvor virkninger af TM er særligt veldokumenteret.
Anden publiceret forskning viser en overraskende bred vifte af virkninger på sind, krop, livskvalitet og præstationsevne. Herunder er oplistet nogle af forskningsresultaterne. I parentes står navnet på det videnskabelige tidsskrift, som den pågældende undersøgelse er blevet publiceret i:

### Mentale virkninger
- Højere IQ (Intelligence).

- Øget kreativitet (Journal of Creative Behavior).

- Større overblik og bedre koncentrationsevne (Perceptual and Motor Skills).

- Forbedret opfattelsesevne og hukommelse (Memory and Cognition).

- Højere grad af selvaktualisering (Journal of Social Behavior and Personality).

- Mindre angst (Journal of Clinical Psychology).

- Bedring af depression (Journal of Counseling and Development).

- Bedre evne til at håndtere stress og smerte (Neuroreport).

### Fysiologiske/helbredsmæssige virkninger
- Mindre sygelighed og lavere udgifter til lægebehandling (American Journal of Managed Care).

- Bedre kommunikation mellem forskellige områder af hjernen (International Journal of Neuroscience).

- Mindre forbrug af alkohol, tobak og narkotika (The International Journal of the Addictions).

- Mindre behov for blodtrykssænkende medicin (American Journal of Hypertension).

- Lavere blodtryk (Ethnicity & Disease).

- Mindre åreforkalkning (American Heart Association’s Stroke).

- Mindre risiko for hjertestop (Ethnicity & Disease).

### Virkninger på livskvalitet og præstationsevne
- Større job-tilfredshed (Academy of Management Journal).

- Bedre arbejdspræstationer (Academy of Management Journal).

## Oprindelse
Maharishi Mahesh Yogi begyndte at undervise i Transcendental Meditation i 1955 i Indien og indviede i 1957 ”Spiritual Regeneration Movement”. Bevægelsen har til formål at gøre Transcendental Meditation tilgængelig for alle mennesker over hele verden. Han var inspireret af sin mester – Brahmananda Saraswati Jagadguru Bhagwan Shankaracharia af Jyotir Math, Himalaya – som han så som det sidste led i en lang tradition af vediske mestre.

## Udbredelse
Transcendental Meditation anvendes af mennesker med vidt forskellig kulturel og religiøs baggrund og bruges som en metode til afslapning, genopladning, stress-management, bevidsthedsudvikling og udfoldelse af ens menneskelige potentiale.
The Beatles brugte metoden og fik undervisning af Maharishi Mahesh Yogi i 1960'erne, indtil de (især John Lennon) blev vrede på Maharishi over, at han skulle have lagt an på de kvindelige medlemmer af den gruppe, som Beatles-medlemmerne tilhørte. Da Maharishi efter sigende ønskede 25 % af overskuddet fra Beatles' næste plade, var Lennons svar: "Over my dead body (Det bliver over mit lig)". John Lennons sarkastiske sang "Sexy Sadie" på Beatles-albummet "The White Album" handler således om Maharishi og havde også oprindelig titlen "Maharishi". (en:Sexy_Sadie_(song)). John Lennon var resten af sit liv skuffet over Maharishis fokus på penge, men efter Lennons død i 1980 forligede de øvrige medlemmer af bandet sig med den tidligere læremester. George Harrison undskyldte officielt måden, de skiltes på, og gav en støttekoncert i 1992, mens Paul McCartney og Ringo Starr i 2009 optrådte ved en koncert for "David Lynch Foundation", der yder støtte til Transcendental Meditation.

## Kritik af TM
Der er for få eller ingen kildehenvisninger i denne artikel, hvilket er et problem. Du kan hjælpe ved at angive troværdige kilder til de påstande, som fremføres i artiklen.

TM er blevet set som kontroversiel på nogle områder. Et kritikpunkt er, at TM-bevægelsen giver udtryk for, at TM er en neutral, videnskabelig teknik, mens kritikere, af især kristen observans, ser TM som yderst religiøst med dybe rødder i hinduismen og som udtryk for en form for hinduistisk mission.
Hertil svarer TM's fortalere, at nok har TM sin oprindelse i Indiens gamle vediske tradition, men at metoden gør brug af nogle almenmenneskelige mekanismer i menneske-sindet og giver en almen-menneskelig erfaring af, hvad man kunne kalde en 'sindets grundtilstand', hvor bevidstheden erfarer sig selv, og teknikken således ikke er begrænset til nogen bestemt religion eller til religion i det hele taget.
Udøvelsen af teknikken forudsætter da heller ikke ændringer i tro eller livsstil for at give resultater. Transcendental Meditation praktiseres af mennesker og religiøse ledere fra alle religioner, såvel som af mange mennesker, der ikke interesserer sig for religion. Religiøse TM-udøvere oplever typisk, at erfaringerne fra meditationsudøvelsen giver dem en dybere forståelse af deres egen religion.
Et andet andet kritik-punkt har været forskningen i Transcendental Meditation, hvor der er blevet stillet spørgsmål ved kvaliteten af forskningen og dens uvildighed.
Mange af de over 600 undersøgelser, der er foretaget af TM, er udført af mediterende forskere, men flere af de nyere undersøgelser er lavet i et samarbejde mellem mediterende og ikke-mediterende forskere. Et stort antal forskningsartikler er blevet trykt i velrenommerede videnskabelige tidsskrifter, ligesom alle væsentlige resultater er blevet reproduceret.
Især er forskningen i den såkaldte Maharishi-effekt blevet mødt med skepsis og latterliggørelse.
"Maharishi-effekten" henviser til Maharishis forudsigelse af mindre krig og kriminalitet og øget livskvalitet i områder med 1 % TM-udøvere eller kvadratroden af 1 %, der praktiserer det videregående TM-Sidhi-program.